# 伊克 (阿拉斯加州)
伊克（英語：Eek），是美国阿拉斯加州的一座城市。该市的人口在2000年为280人，2010年有296人。人口在阿拉斯加州排行第86。